# 萨尔特舍巴登

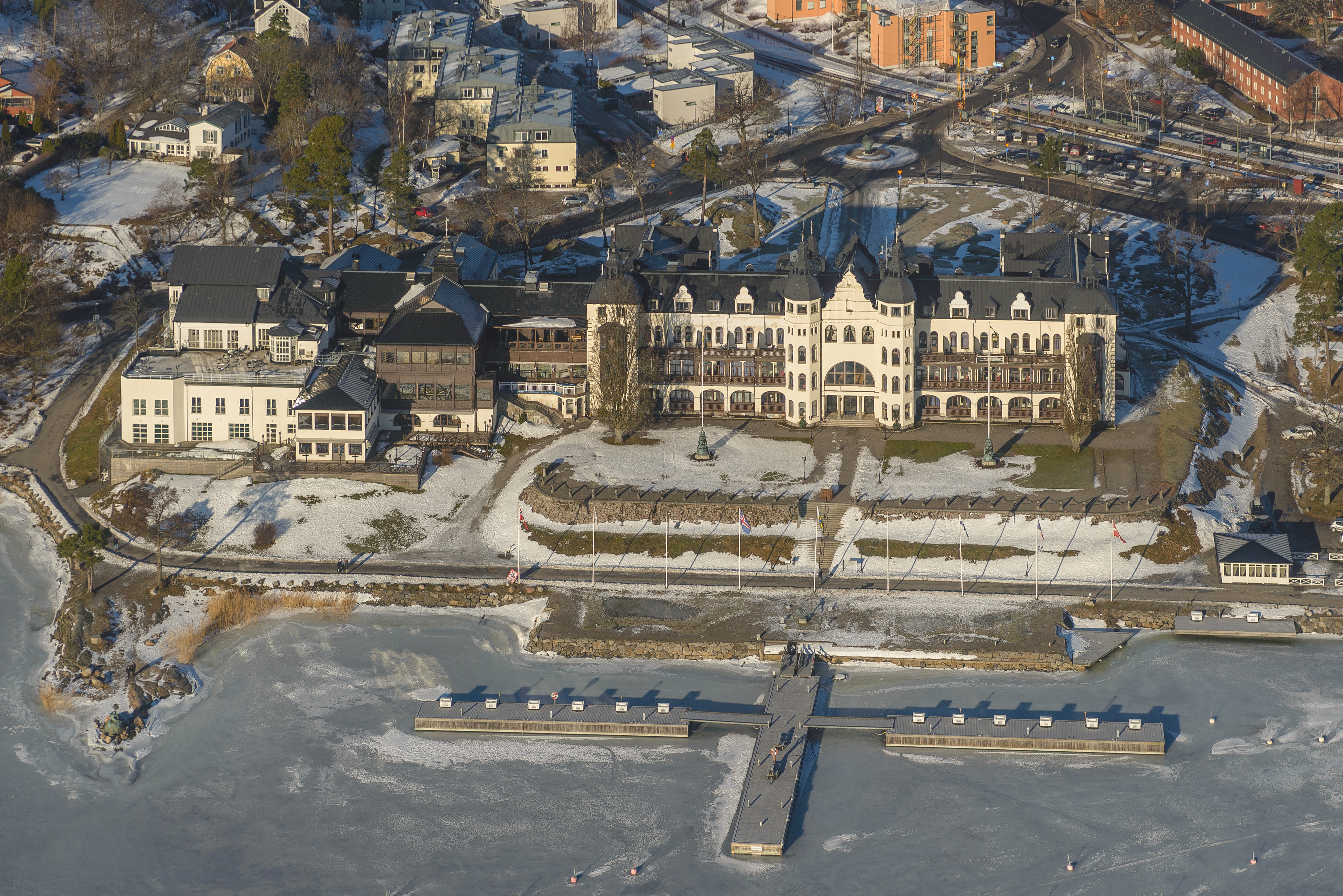
萨尔特舍巴登大酒店的上空照

萨尔特舍巴登（瑞典語：Saltsjöbaden），是瑞典斯德哥尔摩省纳卡市镇的一个聚居区，2010年人口9491人。最初由瓦伦堡家族开发。1962年、1973年、1984年的彼尔德伯格会议在此地召开。斯德哥尔摩天文台位于此地。1938年萨尔特舍巴登协议在此签订。2000年在此地发现的小行星36614即是以该地的昵称“Saltis”命名的。萨尔特舍巴登可以通過薩爾特舍巴登鐵路連接斯德哥尔摩，該路線含支線全長18.6公里，於1893年7月開通。

## 知名居民
- 康有为，1904年在此购买本地的一个小岛居住到1907年。该小岛被当地华人称为“康有为岛”[1]。